# Jàmm ak Njariñ
Jàmm ak Njariñ (en français : Paix et prospérité) est une coalition politique sénégalaise de centre gauche formée et dirigée par l'ancien Premier ministre et candidat à l'élection présidentielle de 2024 Amadou Ba, qui est également le chef du parti Nouvelle responsabilité. La coalition est créée afin de participer aux élections législatives anticipées de 2024.

## Histoire
La coalition Jàmm ak Njariñ est formé le 24 septembre et présenté le 25 septembre 2024. La coalition se compose d'une trentaine de partis de gauche, dont les plus importants sont le Parti socialiste (PS), l'Alliance des forces de progrès (AFP), la Ligue démocratique/Mouvement pour le parti du travail (LD/MPT) et le Parti de l'indépendance et du travail (PIT),,.
Jàmm ak Njariñ s'intègre dans un front plus large contre le PASTEF au pouvoir avec deux autres coalitions : Takku Wallu Sénégal de l'ancien président Macky Sall et de Sàmm Sa Kàddu du maire de Dakar Barthélémy Dias. Les coalitions unissent leurs forces dans presque tous les départements du Sénégal en formant des listes communes,.

## Idéologie
La coalition, par ses propres déclarations, se réclame de la « gauche plurielle ». La coalition, qui s'oppose au gouvernement  du PASTEF, dit vouloir « promouvoir le principe de paix, la démocratie, le respect des institutions, la sérénité et le calme ».

## Partis membres
| Parti | Parti                                                 | Parti  | Chef                   | Idéologie                                 | Adhésion |
| ----- | ----------------------------------------------------- | ------ | ---------------------- | ----------------------------------------- | -------- |
|       | Nouvelle responsabilité                               | NR     | Amadou Ba              | Social-démocratie                         | 2024     |
|       | Parti socialiste                                      | PS     | Aminata Mbengue Ndiaye | Social-démocratie Socialisme démocratique | 2024     |
|       | Alliance des forces de progrès                        | AFP    | Moustapha Niasse       | Social-démocratie                         | 2024     |
|       | Ligue démocratique/Mouvement pour le parti du travail | LD/MPT | Mamadou Ndoye          | Socialisme                                | 2024     |
|       | Parti de l'indépendance et du travail                 | PIT    | Vacant                 | Socialisme                                | 2024     |

## Résultats électoraux
| Année | Voix    | %    | Sièges  | +/– |
| ----- | ------- | ---- | ------- | --- |
| 2024  | 330 865 | 9,13 | 7 / 165 | Nv. |